# Музей имени Линдена
Музей имени Линдена в Штутгарте представляет собой государственный музей этнографии, один из самых значительных этнографическиx музеев в Европе.
Музей делится на семь основных частей: Африка, Мусульманский Восток, Восточная и Южная Азия, Латинская и Северная Америка, а также Океания. Наряду с постоянными выставками, посвящёнными внеевропейским этносам, музей постоянно организовывает специальные выставки.

## История
Ведущие областные представители экономики основали в 1882 году Вюртембергское Общество торговой географии и развития немецких интересов заграницей (нем. Württembergischer Verein für Handelsgeographie und Förderung Deutscher Interessen im Ausland e.V.) с целью содействия и развития географии, экономики и культуры. Музей же назван в честь председателя упомянутого общества торговой географии — Графа Карла Генриха фон Линдена (1838—1910). Через семь лет после основания граф фон Линден преобразовал городской Музей географии торговли в Музей этнографии, выполнявшего впоследствии научную функцию. Значительный вклад в процветание музея и его коллекций внёс последний вюртембергский король Вильгельм II.
Строительство здания музея в стиле неоклассицизма на площади имени Гегеля в центре Штутгарта было выполнено по чертежам штутгартских архитекторов Георга Эзера, Георда Ф.Билля и Альфреда Вольца. Открытие музея состоялось 28 мая 1911 года, в то время, когда музей уже располагал 63 000 объектов.
В 1973 году земля Баден-Вюртемберг, а с ней город Штутгарт взяли на себя финансирование Музея имени Линдена как государственного музея этнографии.

## Музей сегодня
В Музее имени Линдена посетитель найдёт платформу для межкультурных встреч, так как кроме выставок музей предлагает многогранную программу мероприятий: семинары, доклады, концерты, представления от танцев до церемоний, тематические фестивали, просмотры фильмов и детские мероприятия.
Разделы:
Африка:
Здесь можно ознакомиться с культурами Африки: начиная с христианских традиций Эфиопии, сакральных королевств побережья Камеруна, а также многочисленных других культур и народностей Африки. Одним примером таковых является достоверная реконструкция нигерийского рынка. Достопримечательными являются также изделия ручной работы из дерева и металла, которые уносят посетителя во времена королевств Африки.
Мусульманский Восток:
Этот раздел музея отличается уникальным собранием каллиграфии и керамики, и фрагментами архитектуры наряду с типичными работами из металла (напр. оружием и украшениями). В этом разделе имеется превосходное собрание по Средней Азии (выставка Узбекистан, 1995). Коллекция по сибирским народам тоже находится под руководством этого раздела.
Восточная Азия:
В собрание, освещающее культуры Китая и Японии, вошли экспонаты, затрагивающие тематику похоронных церемоний. Они демонстрируют фигуративную керамику и ритуальные предметы для погребений. Особое внимание вызывают лаковые изделия, прекрасные живописные и рукодельные работы. Соединяющим звеном от Восточной к Южной Азии является буддизм.
Южная Азия:
Выставка Южной Азии знакомит с индийской культурой и религиями как буддизм, индуизм, а также малоизвестный джайнизм.
Здесь можно увидеть предметы религиозного культа Шри Ланки, Непала, Тибета, Индонезии и Индии.
Латинская Америка :
Культурные, торговые и религиозные отношения можно проследить на примере народов Амазонской низменности, побережья Перу и высокогорья Боливии (в прошлом центр Империи инков). На этой выставке представлены разнообразные формы жизненного уклада древних народов.
Северная Америка :
Раздел Северной Америки предлагает уникальную возможность познакомиться с историей и культурой индейцев и инуитов. Неповторимыми являются объекты индейских племён, которые попали в коллекцию в 19-м веке. Шесть представленных в музее коренных народов наглядно показывают разновидность культур североамериканских племён.
Океания:
В данный момент выставка Океании отсутствует.

## Сотрудничество
Музей имени Линдена успешно поддерживает контакты с Российским этнографическим музеем.

## Выставки
«Indiens Tibet — Tibets Indien: Das kulturelle Erbe des Westhimalaya» (23. Oktober 2010 — 1. Mai 2011) (Индийский Тибет — Тибетская Индия: культурное наследие западных Гималай)
«Südsee-Oasen: Leben und Überleben im Westpazifik» (5.12.2009-6.06.2010): (Оазисы моря Южного полушария: обитание и выживание в западной части Тихого океана)
«Schamanen Sibiriens: Magier, Mittler, Heiler» (13.12.2008-28.06.2009): (Шаманы Сибири: маги, посредники, целители)
«Grönland-Inuit: Leben am Rande der Welt» (17.05.2008-21.12.2008) (Инуиты Гренландии: жизнь на краю света)
«Von Kapstadt bis Windhuk: „Hottentotten“ oder Khoekhoen? Die Rehabilitierung einer Völkergruppe» (29. November 2007 — 27. April 2008) (Oт Капштадта до Виндхука: Готтентоты или кой-коин? Реабилитация одной этнической группы)